# 辻村隆俊
辻村 隆俊 （en:Takatoshi_Tsujimura）はディスプレイ及び有機EL (またはOLEDとも呼ばれる) アプリケーションの商業化に従事している日本の研究者及び事業家。 
世界最大のディスプレイ学会である米国のSID (Society for Information Display) 会長。
2001年には日経エレクトロニクスによって日本の研究者10社10傑に選ばれている。 
大型有機ELディスプレイの量産に適した「白＋カラーフィルタ」方式の課題であった性能問題（色再現域と低消費電力の両立）を解決する事で、現在の有機ELテレビ製造・市場形成の基礎となる技術を作った。また樹脂バリアフィルムを用いたフレキシブル有機EL照明量産を世界で初めて行った事でも知られている。
SIDおよび IEEE の両学会からフェローの肩書を授与しており、またSID Special Recognition Award を2007年に、IEEE-EDS Paul Rappaport Awardを2016年に授与している 

## 略歴
東京に生まれ東京大学理学部を卒業。後に東京工業大学から工学博士号を授与している。
初期の活動の多くはディスプレイの大型化を目指したものである。
卒業後、ThinkPadの開発で有名であった日本IBM大和研究所に入社。ラップトップコンピュータに用いられる液晶ディスプレイの開発に携わった。ディスプレイの大型化に不可欠な、低抵抗配線プロセスや高機能TFT開発等いくつもの研究を発表した後、SID 2003において当時世界最大の20インチ有機ELディスプレイをユニークな非結晶シリコンTFT駆動を用いて発表しSID Special Recognition Awardを受賞した。
その後コダック社にディレクターとして転職。世界で初めてLTPS(低温多結晶シリコン)TFT方式の有機ELディスプレイ量産に成功した製造子会社SKディスプレイ(コダックと三洋電機の合弁会社)におけるコダック側製品責任者として有機ELディスプレイ製品開発を指揮した。ただ当時生産可能な有機ELディスプレイはまだ２〜３インチと小さいものであった。
一般的に有機ELディスプレイは応答速度、視野角、コントラスト等、大型テレビに不可欠な特性を兼ね備えているが、モバイルディスプレイに用いられるシャドウマスク技術は大型ディスプレイ用途には歩留まりの観点で向いていなかった。一方、すでに液晶ディスプレイで実績のあったカラーフィルタによる画素の色付けは量産適用の観点から好都合と考えられたものの、カラーフィルタは光を多く吸収するため、色再現域と消費電力の両立課題が出来ない状況にあった。このトレードオフを解決するため、様々な有機EL処方・材料、カラーフィルタ処方・材料、駆動方式を使用したケースについて、カラーサイエンスを用いて最適解をコンピュータ・シミュレーションで計算、その最適解に基づき不可欠なデバイス・プロセス開発を実行した結果、NTSC比100%と非常に高い色再現域と、当時の液晶ディスプレイより低消費電力な性能を実現した有機ELディスプレイプロトタイプを作成、Internation Display Workshop 2008にて発表、展示を行った。  この技術によって大型有機ELが飛躍的に高歩留まりで生産可能となり、有機ELテレビの急速な普及の礎となったことから、この功績により辻村氏はSID Fellow Award及びIEEE Fellow Awardを受賞した。
その後コニカミノルタにおいて有機ELを用いた新たなアプリケーション開拓を始め、フレキシブル有機EL照明を開発、世界で初めてのロールトゥロールによるフレキシブル有機EL照明の量産開始をSID 2015で報告した。また３次元構造による調色有機EL照明を発表し、IEEE EDS Paul Rappaport Awardを2017年に受賞した。 
ビジネスにおいては2009年にコダックジャパンの研究開発本部長、2017年にKonica Minolta Pioneer OLED 社のCTO  となった。またコニカミノルタ技術フェローの肩書を持っている。 
現在彼は世界最大のディスプレイ学会である米国のSID(Society for Information Display)会長である。

## 出版
全世界に144の特許を保有している。また彼の有機EL教科書「OLED Display Fundamentals and Applications」は世界中の読者に読まれており、英語、日本語（「有機ELディスプレイ概論」というタイトル）、中国版 、韓国語版が出版されている。

## リファレンス
1. ↑   国内10社、研究開発者10傑. Tokyo,Japan: 日経エレクトロニクス. (Jan 1, 2001). p. 127
2. 1 2  Takatoshi, Tsujimura (2017). OLED Display Fundamentals and Applications 2nd Edition. Hoboken, New Jersey, U.S.: John Wiley & Sons. ISBN 978-1-119-18731-8
3. ↑  Template:Title=Development of flexible organic light-emitting diode on barrier film and roll-to-roll manufacturing
4. ↑  “Fellow Members” (2021年). 2022年3月4日閲覧。
5. ↑  “IEEE Fellows Elevated as of January 2021” (PDF) (2021年). 2022年3月4日閲覧。
6. ↑  “Special Recognition Awards”. 2022年3月4日閲覧。
7. ↑  “Paul Rappaport Award” (2016年). 2022年3月4日閲覧。
8. ↑  “Takatoshi Tsujimura” (2022年). 2022年3月4日閲覧。
9. 1 2  “SID Japan Chapter Newsletter, No.52” (PDF) (2021年). 2022年3月4日閲覧。
10. 1 2 3  “Dr.Takatoshi Tsujimura and Thriving of OLED Technology” (2021年). 2022年3月4日閲覧。
11. ↑  Takatoshi, Tsujimura; Junichi, Fukawa; Kiyoshi, Endoh; Yuuji, Suzuki; Kazuhiko, Hirabayashi; Takahiro, Mori (2015). “Development of flexible organic light-emitting diode on barrier film and roll-to-roll manufacturing”. Journal of Society for Information Display 22 (8):  412-418. doi:10.1002/jsid.261.
12. ↑  Takatoshi, Tsujimura; Takeshi, Hakii; Suguru, Noda (2016). “A Color-Tunable Polychromatic Organic-Light-Emitting-Diode Device With Low Resistive Intermediate Electrode for Roll-to-Roll Manufacturing”. IEEE Transactions on Electron Devices 63 (1):  402-407. doi:10.1109/TED.2015.2502257.
13. 1 2  “Technology Fellow Takatoshi Tsujimura Appointed President-elect of SID” (2018年6月21日). 2022年3月4日閲覧。
14. ↑  “Leadership & Governance” (2022年). 2022年3月4日閲覧。
15. ↑  Takatoshi, Tsujimura (2012). 有機ELディスプレイ概論. Tokyo, Japan.: 産業図書. ISBN 978-4782855560
16. ↑  Takatoshi, Tsujimura (2015). OLED显示概论. Beijing, China: 电子工业出版社. ISBN 9787121262814
17. ↑  Takatoshi, Tsujimura (2013). OLED 디스플레이 개론. Seoul, Korea: 한티미디어. ISBN 9788964211762